# Saori Kimura
Pour les articles homonymes, voir Kimura.
Saori Kimura (木村 沙織, Kimura Saori) est une ancienne joueuse japonaise de volley-ball née le 19 août 1986 à Yashio, Saitama. Elle mesure 1,85 m et jouait au poste de réceptionneuse-attaquante. Elle a totalisé 319 sélections en équipe du Japon. Sa sœur Misato, est également joueuse de volley-ball. Elle a mis un terme à sa carrière de volleyeuse professionnelle en 2017.

## Biographie
Avec l'équipe du Japon de volley-ball féminin, elle est médaillée de bronze olympique en 2012 à Londres.

## Clubs
| Club                 | De        | À         |
| -------------------- | --------- | --------- |
| Toray Arrows         | 2005-2006 | 2011-2012 |
| Vakıfbank İstanbul   | 2012-2013 | 2012-2013 |
| Galatasaray İstanbul | 2013-2014 | 2013-2014 |
| Toray Arrows         | 2014-2015 | 2016-2017 |

## Palmarès

### Équipe nationale
- Jeux olympiques
  -  2012 à Londres
- Championnat d'Asie et d'Océanie (1)
  - Vainqueur : 2007.
  - Finaliste : 2011, 2013.
- Grand Prix Mondial
  - Finaliste : 2014.

### Clubs
- Championnat du Japon (4)
  - Vainqueur : 2008, 2009, 2010, 2012.
  - Finaliste : 2004, 2011.
- Coupe de l'Impératrice (2)
  - Vainqueur : 2007, 2011.
- Tournoi de Kurowashiki (2)
  - Vainqueur : 2009, 2010.
- Coupe de Turquie
  - Vainqueur : 2013.
- Championnat de Turquie
  - Vainqueur : 2013.
- Ligue des champions
  - Vainqueur : 2013.

### Distinctions individuelles
- Championnat du monde de volley-ball féminin des moins de 20 ans 2005: Meilleure marqueuse.
- Championnat d'Asie et d'Océanie de volley-ball féminin 2007: Meilleure serveuse.
- Championnat d'Asie et d'Océanie de volley-ball féminin 2009: Meilleure serveuse.
- Grand Prix Mondial de volley-ball 2010: Meilleure marqueuse.